# 黄褐蛇根草
黄褐蛇根草（学名：Ophiorrhiza lurida）是茜草科蛇根草属的植物。分布在锡金以及中国大陆的西藏、云南等地，生长于海拔1,800米至2,300米的地区，多生于常绿阔叶林下和铁杉林下，目前尚未由人工引种栽培。